# Lex de Haan
Lex de Haan (11 augustus 1954 – 1 februari 2006) was een onafhankelijk Nederlandse auteur, spreker, onderzoeker en consultant van internationale reputatie, gespecialiseerd in relationele database technologie. Hij heeft in Nederland veel bijgedragen aan de verspreiding van kennis van relationele databases en SQL, en internationaal heeft hij bijgedragen aan de ontwikkeling van deze thema's.

## Biografie
De Haan was leraar wiskunde en informatica op een middelbare school van 1976 tot 1985.
Van 1985 tot 1989 was De Haan gedurende één jaar werkzaam op de onderzoeksafdeling van het onafhankelijke systeemhuis Minihouse/Multihouse, en ging vervolgens naar de opleidingsafdeling waar hij cursussen ontwikkelde en gaf over de onderwerpen: "Relationele databases en SQL, Oracle systeemontwikkeling, en database beheer, Unix voor systeemgebruikers en Unix systeembeheer, VAX/VMS voor systeemgebruikers en VAX/VMS voor systeembeheerders, en workshops didactische vaardigheden. Hij was ook verantwoordelijk voor het aannemen, en begeleiden van nieuwe docenten.
Tussen 1988 en 1990 had De Haan zijn eigen bedrijfje "De Haan Consultancy" en ontwikkelde zijn eigen cursusmateriaal als een onafhankelijke inhuurkracht, gaf advies aan organisaties over opleidingsbehoeften, en gaf cursussen. Diverse overheidsdiensten waren klant van hem. Hij werkte ook op reguliere basis met Frans Remmen, destijds een Nederlandse RDBMS en SQL goeroe, als senior consultant, cursusontwikkelaar en docent voor post-academisch onderwijs cursussen.
In 1990 trad hij in dienst bij Oracle.
In 1999 werd Lex de Haan lid van de Nederlandse tak voor de ISO standaardisatie voor de taal SQL, en werkte hij mee aan de SQL:1999 en SQL:2003 standaarden.
In 2002 was De Haan vanaf het allereerste begin betrokken bij The OakTable Network van Oracle experts.
In maart 2004 werd De Haan weer onafhankelijk, na veertien jaar bij Oracle gewerkt te hebben. Hij gaf seminars en cursussen onder de naam Natural Join B.V. (data server internals, nieuwe kenmerken van Oracle Database 10g, en SQL) in België, Frankrijk, Denemarken, Slowakije, Zweden, Turkije, Verenigd Koninkrijk, Ierland, Saudi Arabië, en Bahrein.
In 2004 gaf hij een aantal presentaties tijdens het Hotsos Symposium in Dallas (Texas) en de UKOUG Conferentie in Birmingham in Engeland. Hij begon toen ook aan een nieuw boek, samen met Toon Koppelaars, getiteld "Applied Mathematics for Database Professionals", dat in het midden van 2006 moest verschijnen. Ten slotte begon hij zijn eigen seminars te organiseren.
In februari 2005 nodigde Lex de Haan Tom Kyte uit de Verenigde Staten uit om naar Nederland te komen om in Utrecht een driedaags seminar te geven. Voor een tweede seminar in oktober 2005 nodigde hij Steve Adams uit Sydney in Australië uit. Zo ontstond een serie van seminars voor Oracle goeroes uit de hele wereld.
Ondertussen was in april 2005 bij De Haan kanker geconstateerd. Hij overleed in 2006 op 51-jarige leeftijd.
Zijn weduwe, Juliette Nuijten, werd de directeur en eigenaresse van zijn bedrijf Natural Join. Ze organiseerde met hulp van The Oaktable Network een aantal seminars ter ere van haar overleden echtgenoot.

## Boeken
Lex de Haan is de auteur van de volgende boeken:
- Mastering Oracle SQL and SQL*Plus, ISBN 1-59059-448-7
- Leerboek Oracle SQL, ISBN 90 395 2286 3
- Applied Mathematics for Database Professionals, ISBN 1590597451

## Artikelen
OracleEkspert Magazine publiceerde in April 2004 een artikel van Lex de Haan getiteld 'Lex in SQL Server land'.
Oracle Magazine publiceerde een artikel in het juli/augustus nummer van 2005 van Lex de Haan en Jonathan Gennick getiteld 'Nulls: Nothing to worry about'.

## Presentaties
In November 2003 gaf Lex de Haan de presentatie 'The Oracle Database: Past, Present, and Future' tijdens een conferentie op de universiteit van Aalborg, Denemarken,

## Trivia
Postuum is zijn naam in de voorbeeldtabel EMPLOYEES van Oracle opgenomen. Als gevolg van verschijnt de naam 'De Haan' enkele keren als resultaat van voorbeeldqueries in gepubliceerd leermateriaal o.a. in het "Oracle® Database SQL Language Reference".